# Manuel Seco y Reymundo
Manuel Seco Reymundo (* 20. September 1928 in Madrid; † 16. Dezember 2021) war ein spanischer Lexikograph, Philologe und Hispanist. Er war langjähriges Mitglied der Real Academia Española.

## Leben und Wirken
Er wurde 1928 als Sohn des Hochschullehrers, Licenciado en Filosofía y Letras und Sprachwissenschaftler Rafael Seco y Sánchez und seiner Ehefrau Carmen Reymundo Mariño in der „Calle de Moratín“ im Zentrum von Madrid geboren. Er hatte noch eine Schwester und drei Brüder. Sein Vater lehrte und publizierte als Hochschullehrer an der Universidad de Madrid.
Während der Zeit des Spanischen Bürgerkriegs lebte er von 1937 bis 1939 in Southampton (UK), wo er sich mit der englischen Sprache vertraut machen konnte. Im Jahre 1952 schloss er ein Studium der romanischen Philologie, licenciado en Filología Románica an der Universität Complutense in Madrid ab. Es folgte die Promotion 1969.
Das Werk Diccionario histórico de lengua española entstand in Zusammenarbeit mit den Philologen Rafael Lapesa, Julio Casares und Vicente García de Diego.
Seco wurde am 5. April 1979 in die „Real Academia Española (REA)“ auf den Sillón A gewählt, einen Platz, den er als „Miembro de la Real Academia Española“ ab dem 23. November 1980 innehatte. Er war Direktor der Abteilung für Lexikographie an der „REA“  zwischen 1981 und 1993.
Im Jahre 1999 wurde ihm das Großkreuz des Ordens Alfons X. des Weisen verliehen.

## Werke
- Gramática esencial del español: introducción al estudio de la lengua (1972)
- Manual de gramática española (1973)
- Diccionario de dudas y dificultades de la lengua española (1986)
- Estudios de lexicografía española (1987)
- Vox diccionario manual ilustrado de la lengua española (1991)
- La lengua española, hoy (1995)
- Diccionario del español actual (1999) und Diccionario abreviado del español actual (2000), zusammen mit Olimpia Andrés y Gabino Ramos.
- Metodología de la lengua y literatura españolas en el Bachillerato (2002)
- Diccionario de dudas y dificultades (2002) Band 3 und 4 der Biblioteca de la lengua
- Gramática esencial del español / I. La lengua II.Los sonidos II.Las frases y las palabras (2002) Band 6 der Biblioteca de la Lengua
- Gramática esencial del español / III. Las frases y las palabras (contiuación) IV. El uso (2002) Band 7 der Biblioteca de la lengua
- Diccionario fraseológico documentado del español actual (2004)
- Diccionario de dudas de la Real Academia Española (1999)